# 鄭枢
鄭 枢（チョン・チュ、朝鮮語: 정추/鄭樞、1923年 - 2013年6月13日）は、朝鮮民主主義人民共和国の作曲家、カザフスタンの作曲家、人権活動家。
朝鮮民主統一救国戦線メンバー。兄は映画監督の鄭準采。

## 経歴
日本統治時代の全羅南道光山郡（現・光州広域市）出身。日本による統治が終了した直後の1946年に越北し、以後平壌音楽大学教授などを務めた。1953年にモスクワ音楽院に留学し、卒業制作として作曲した『祖国』は、満点の評価を得て、ユーリイ・ガガーリンによる人類初の有人宇宙飛行の成功についての祝宴で演奏された。1957年に北朝鮮の学生が集まった席で金日成による独裁を批判したことで逮捕命令が出たため、当時書記長の座にあったニキータ・フルシチョフに手紙を送り亡命を申請し、結果としてアルマトイに追放された。以後、現地で口伝歌謡の採譜や作曲など、音楽家として活動した。また、人権活動家としては朝鮮民主統一救国戦線に加わり活動し、その一員として『救国戦線歌』を作成した。
2013年に同地で死去、享年90。